# Schlacht bei Kolin
Pirna – Lobositz – Prag – Gabel – Kolin – Groß-Jägersdorf – Moys – Roßbach – Breslau – Leuthen – Domstadtl – Olmütz – Neisse – Zorndorf – Hochkirch – Kay – Kunersdorf – Hoyerswerda – Maxen – Koßdorf – Landeshut – Liegnitz – Oschatz – Berlin – Wittenberg – Torgau – Döbeln – Burkersdorf – Reichenbach – Freiberg
Als Schlacht bei Kolin (auch Collin oder Kollin) wird die kriegerische Auseinandersetzung zwischen Preußen und Österreich am 18. Juni 1757 im böhmischen Kolín bezeichnet, bei der Feldmarschall Leopold Joseph von Daun dem preußischen König Friedrich II., dem Großen, die erste Niederlage im Siebenjährigen Krieg (1756–1763) beibrachte. Die Schlacht forderte rund 22.000 Tote und Verwundete.

## Vorgeschichte
Nach der Niederlage in der Schlacht bei Prag (6. Mai 1757) wurden die in Prag eingeschlossenen Österreicher unter Prinz Karl von Lothringen von den preußischen Truppen belagert. Der kaiserliche Feldmarschall Daun war mit einem Entsatzheer aufgebrochen, um den eingeschlossenen Österreichern zu Hilfe zu kommen. Friedrich II. ließ die Beschießung von Prag einstellen, hielt aber die Belagerung unter dem Herzog Ferdinand von Braunschweig aufrecht und marschierte am 13. Juni mit einem Teil seiner Armee den anrückenden Österreichern entgegen, wohin ihm auch das Korps des Prinzen Moritz von Dessau folgte.

## Truppenstärken und Topographie
In der Schlacht wurden auf preußischer Seite etwa 35.000 Mann (33 Bataillone und 116 Schwadronen) aufgeboten – davon etwa 21.000 Mann Infanterie, etwa 14.000 Mann Kavallerie sowie 90 (davon 28 schwere) Geschütze. 
Ihnen standen auf österreichischer Seite etwa 54.000 Mann (51 Bataillone und 171 Schwadronen) gegenüber – davon etwa 35.000 Mann Infanterie, etwa 19.000 Mann Kavallerie und 154 (davon 60 schwere) Geschütze.

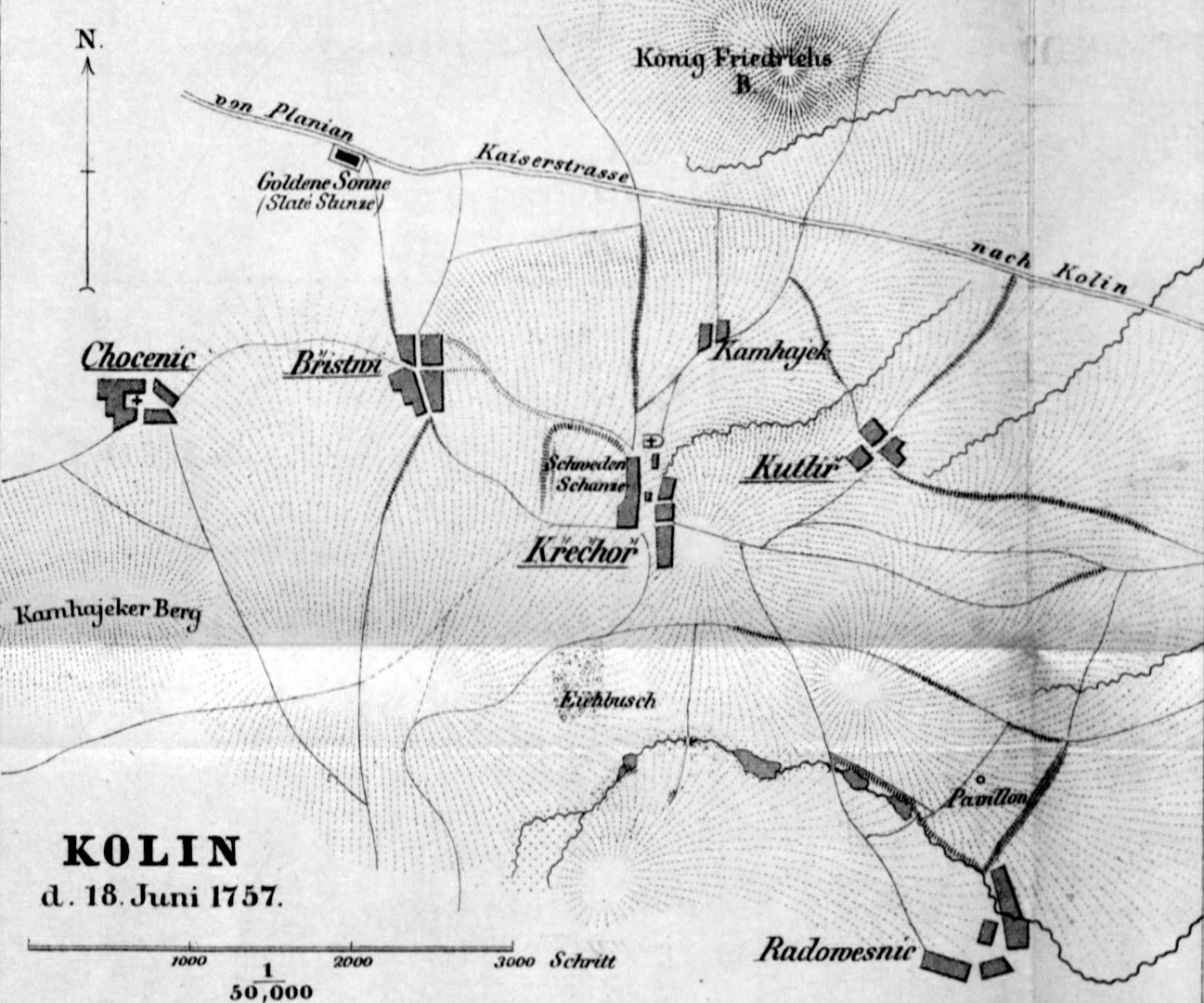
Umgebungskarte der Schlacht von Kolin

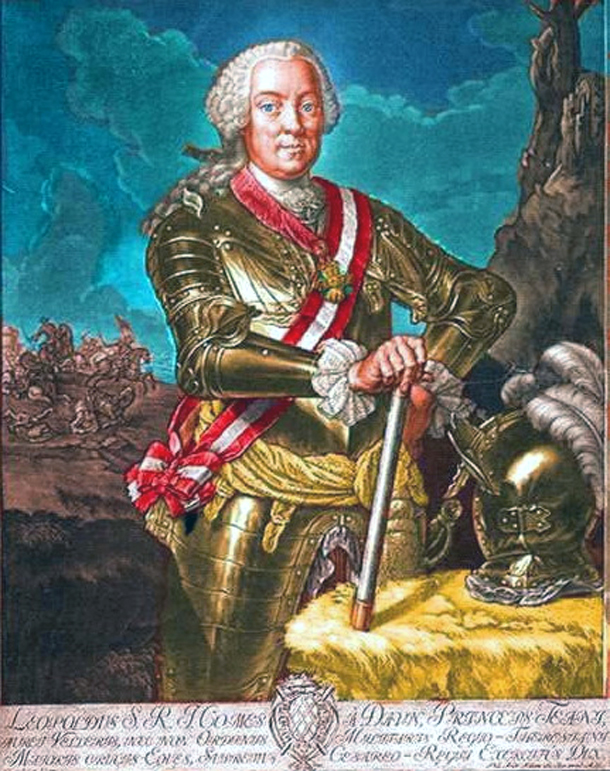
Leopold Graf Daun

Feldmarschall von Daun wurde der Anmarsch der Preußen auf Plajan mitgeteilt. Darauf bezog er bei Anbruch der Nacht des 17. Juni eine neue Abwehrstellung. Statt seiner bisherigen Front nach Westen nahm er jetzt eine Stellung zwischen Radwenitz und Poborz mit Front nach Norden ein. Sein linker Flügel stand auf der Höhe von Przerovsky, der rechte Flügel auf der Höhe von Krzeczhorz, die vorgelagerten Dörfer Krzeczhorz, Brzistwi und Chozenitz waren von leichter kroatischer Infanterie besetzt. Gegen diese Hügelkette westlich von Kolin rückten die Preußen am Morgen des 18. Juni 1757 vor. Vor der Stellung verlief parallel die sogenannte Kaiserstraße von Planjan nach Kolin. Das Gelände davor war weiträumig mit hohem Getreide bedeckt und von einigen Hohlwegen durchschnitten, die größtenteils von Nord nach Süd verliefen.

## Verlauf

August Querfurt: Schlacht bei Kolin (Heeresgeschichtliches Museum Wien)

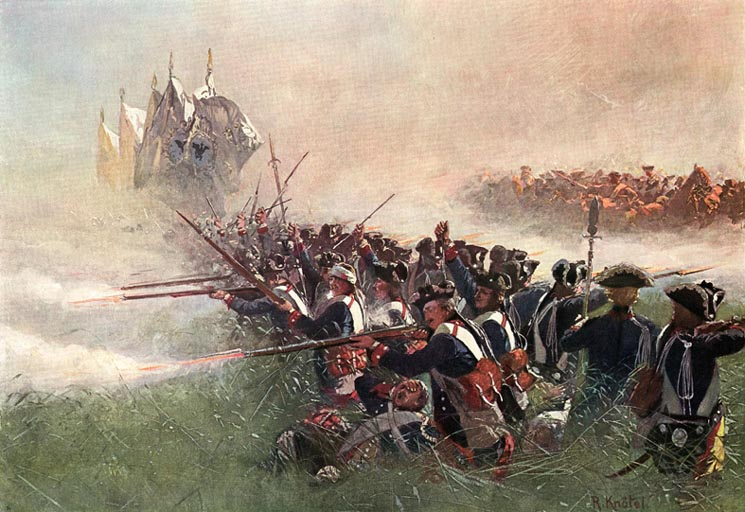
Das 1. preußische Bataillon der Leibgarde in der Schlacht von Kolin. Historiengemälde von Richard Knötel (1854–1914)

"Friedrich II nach der Schlacht bei Collin", Historisch-genealogischer Kalender auf das Gemein-Jahr 1826, Berlin. Kupferstich.

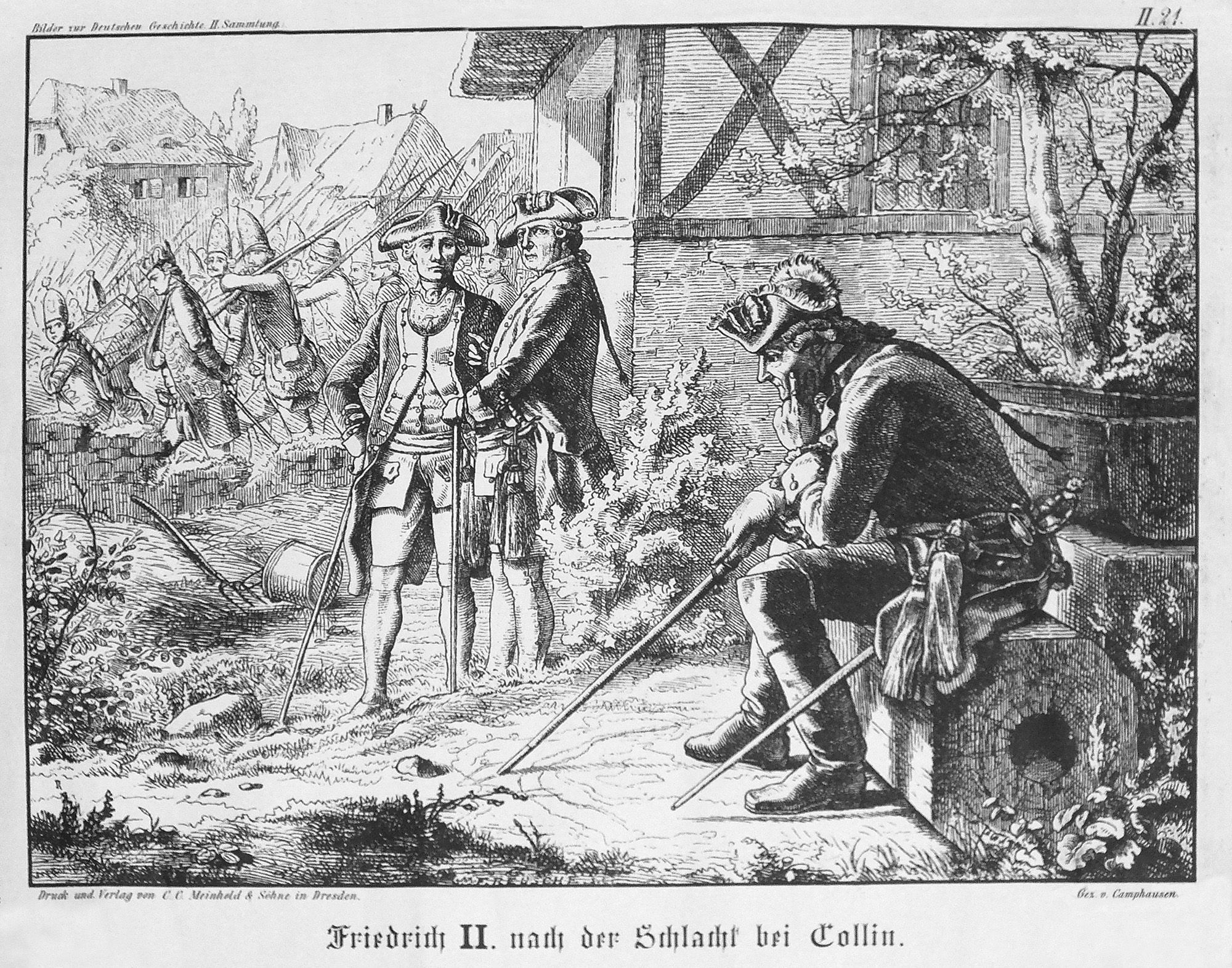
Wilhelm Camphausen: Friedrich II. nach der Schlacht, mit von Seydlitz und von Tauentzien, 1878.

Trotz schlechter Aufklärung und zahlenmäßiger Unterlegenheit griff König Friedrich II. die Österreicher an. Doch seine Taktik der schiefen Schlachtordnung, die ihm im Dezember desselben Jahres in der Schlacht bei Leuthen den Sieg bringen sollte, scheiterte hier.
Preußische Einheiten des Korps der Vorhut unter General der Infanterie Prinz Moritz von Anhalt-Dessau ließen sich durch Geplänkel mit der österreichischen Avantgarde zu einem frühzeitigen Einbruch in die starken Höhenstellungen des Feindes provozieren. Der erste preußische Versuch, die österreichische Front von einer Seite aufzurollen und den gegenüberliegenden Flügel durch Scheinangriffe einiger Regimenter zu binden, misslang.
Durch das fast zweistündige untätige Halten der Preußen gewann Daun ausreichend Zeit zu nützlichen Gegenmaßnahmen. Da er seinen linken, fast unangreifbaren Flügel unter Generalwachtmeister Conde de la Puebla bei Preboz nicht mehr gefährdet wusste, verlegte er seine dort liegende Reserve unter Graf Anton von Colloredo und Feldmarschallleutnant von Wied kurz vor 11 Uhr hinter den rechten Flügel als drittes Treffen, genau dorthin, wo die Preußen später ihren Hauptstoß ansetzten.
Mittags gegen 13 Uhr griff die preußische Avantgarde und die gesamte Kavallerie unter Generalleutnant von Zieten gegen Kutlitz an, die Infanterie-Reserve unter General von Hülsen trat gegen Krzezor an. Friedrich II. ließ im Zentrum die Divisionen unter den Generälen von Manstein und Tresckow die Straße bis Bradlitz vorgehen und dann gegen das Dorf Brzistwi nach Süden einschwenken. 
Der gegenüberliegende rechte Flügel der Österreicher unter  von Nadasdy ging mit seiner Kavallerie bis nördlich Krzeczhorz und später auf Radowesnitz zurück, doch gelang es hier, den Vormarsch der Infanterie unter General von Hülsen zu stoppen.
Im Zentrum rannte sich das preußische Korps unter dem Herzog von Braunschweig-Bevern an der österreichischen Höhenstellung von Przerovsky fest. Die Division unter Manstein war am Dorfrand von Chocenitz durch die Österreicher unter dem Freiherrn von Andlau, die Division unter Tresckow durch die gegnerische Division von Sincere gestoppt worden.
Gegen 16 Uhr griffen die sächsischen Chevauxlegers und das Dragonerregiment de Ligne die linke Flanke der Preußen an, brachten sie zum Weichen und fielen dann im Verein mit den am rechten Flügel befindlichen österreichischen Kavallerieregimentern über die preußische Infanterie her, welche nach schwerem Kampf weichen musste. Dauns Truppen begannen, die zunehmend desorientierten Preußen in die Zange zu nehmen und immer weiter zurückzutreiben.
Friedrich der Große soll gegen 17.30 Uhr, als sich die Niederlage klar abzeichnete, einer Anekdote zufolge den fliehenden Grenadieren im Zorn zugerufen haben: „Hunde, wollt ihr ewig leben?“ (in Wirklichkeit ist der Ausspruch des Preußenkönigs nicht verbürgt). Bei der Deckung des Rückzuges zeichneten sich noch die preußischen Kürassiere unter Oberst von Seydlitz, der am selben Tag zum Generalmajor befördert wurde, sowie insbesondere das 1. Bataillon der Leibgarde unter General von Tauentzien aus, deren mutiges Widerstehen die Armee des Königs vor Schlimmerem bewahrte.
Die Verluste der Preußen in der Schlacht betrugen 13.733 Mann und 1.667 Pferde, 45 Geschütze und 22 Fahnen gingen verloren, die schwer verwundeten Generale Tresckow und Gottlob Ernst von Pannewitz fielen in österreichische Gefangenschaft. Die Verluste der Österreicher betrugen 8.114 Mann und 2.745 Pferde.

## Auswirkungen
Als Folge dieser schweren wie auch unerwarteten Niederlage mussten die Preußen die seit Mai des Jahres betriebene Belagerung von Prag aufgeben und sich unter vorübergehender Preisgabe Schlesiens nach Sachsen zurückziehen. Friedrich II. hatte fest mit einem Sieg gerechnet, der ihm weitere Vorstöße in Richtung Wien ermöglichen sollte, woraus er sich gute Chancen für einen von ihm avisierten Friedensschluss ausrechnete.
Die Hauptschuld für die Niederlage schoben sich der König und sein Armeeführer Prinz Moritz von Anhalt-Dessau wechselseitig zu. Tatsache ist, dass Moritz den vorzeitigen Einbruch seiner Regimenter in die österreichischen Stellungen zu verantworten hatte. Der König musste sich jedoch zurechnen lassen, dass er mit dem ungeduldigen Wunsch nach rascher Beendigung der Kampfhandlungen durch einen finalen Schlag (in einer ungünstigen räumlichen Situation) ein erhebliches Risiko auf sich und seine Männer lud.

## Rezeption

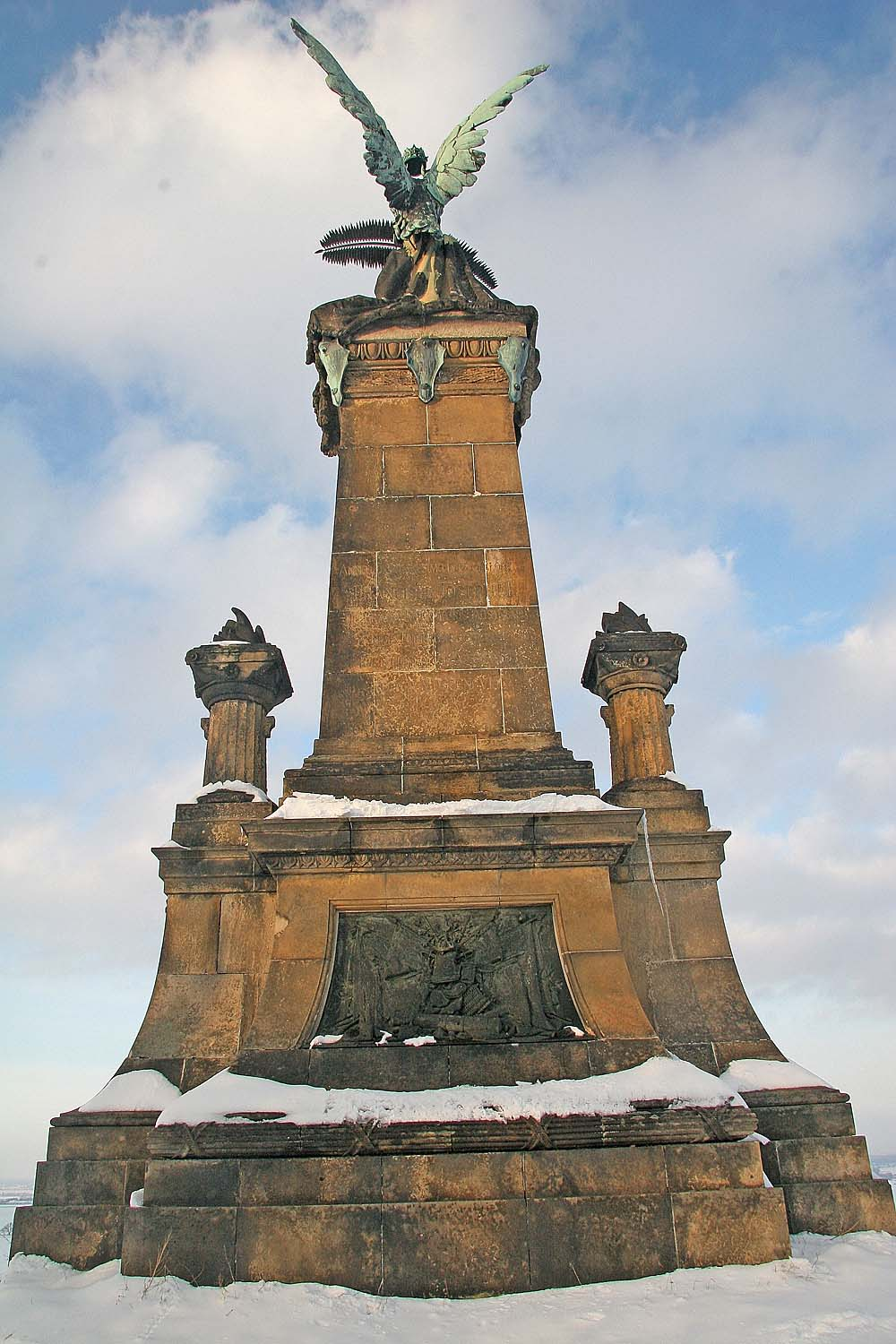
Denkmal auf dem Schlachtfeld bei Křečhoř

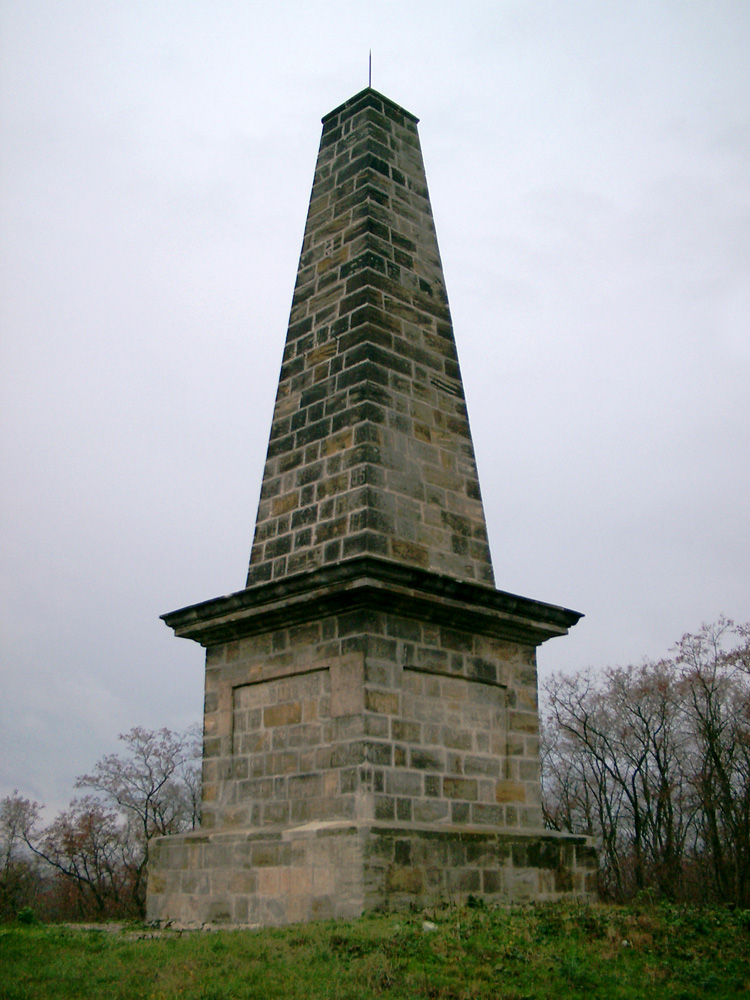
Denkmal auf dem Bedřichov

- Kaiserin Maria Theresia stiftete am 22. Juni 1757, wenige Tage nach der siegreichen Schlacht, den nach ihr benannten Militär-Maria-Theresien-Orden.[3] Der Orden für hervorragende Verdienste von Offizieren im Kriege war damit die erste sichtbare österreichische Militärauszeichnung. Die erste feierliche Verleihung des Ordens (Promotion) fand erstmals am 7. März 1758 in Anwesenheit der Stifterin statt.
- Im Jahr 1870 wurde in Wien-Alsergrund (9. Bezirk) die Kolingasse nach der Schlacht benannt.
- Der deutsche Lyriker Detlev von Liliencron verfasste die Ballade „Wer weiß wo“, die auf die Schlacht von Kolin Bezug nimmt.
- Bei Křečhoř und auf dem Bedřichov erinnern Denkmäler an die Schlacht